# Nati nel 1982/Maggio
| Questa pagina contiene informazioni ricavate automaticamente dalle voci biografiche con l'ausilio del template Bio e di un bot. L'aggiornamento è periodico e automatico e ricostruisce completamente la pagina. Se manca una persona in questa lista, sei pregato di non aggiungerla, ma accertati piuttosto che la sua voce biografica contenga il template Bio e che i dati anagrafici siano correttamente compilati. Se il template Bio manca, inseriscilo tu stesso o, in alternativa, metti l'avviso {{tmp\|Bio}} che ne segnala la mancanza. Se i dati riportati sono sbagliati, correggi direttamente la voce biografica; le modifiche saranno visibili in questa lista entro pochi giorni. Per chiarimenti vedi il progetto biografie. La lista contiene solo le 434 persone che sono citate nell'enciclopedia e per le quali è stato implementato correttamente il template Bio. Pagina aggiornata al 10 ago 2025. |

- 1º maggio - Ambrose Akinmusire, trombettista e compositore statunitense
- 1º maggio - Yalçın Ayhan, ex calciatore turco
- 1º maggio - António Alberto Bastos Pimparel, ex calciatore portoghese
- 1º maggio - Andy Dorman, ex calciatore gallese
- 1º maggio - Jamie Dornan, attore, supermodello e musicista irlandese
- 1º maggio - Carson Fagan, calciatore britannico
- 1º maggio - Mark Farren, calciatore irlandese († 2016)
- 1º maggio - Tommy Robredo, allenatore di tennis e ex tennista spagnolo
- 1º maggio - Darijo Srna, dirigente sportivo, allenatore di calcio e ex calciatore croato
- 1º maggio - Thomas Wood, calciatore britannico
- 1º maggio - Katya Zamolodchikova, comico e attore statunitense
- 2 maggio - Sara Bellodi, attrice e cantante italiana
- 2 maggio - Valeria Bilello, attrice, conduttrice televisiva e modella italiana
- 2 maggio - Lázaro Bruzón, scacchista cubano
- 2 maggio - Luigi Castaldo, calciatore italiano
- 2 maggio - Iván Cervantes, pilota motociclistico spagnolo
- 2 maggio - Jamie Dantzscher, ex ginnasta statunitense
- 2 maggio - Fábio Felício, ex calciatore portoghese
- 2 maggio - Chiara Gensini, attrice italiana
- 2 maggio - Blythe Hartley, tuffatrice canadese
- 2 maggio - Csaba Horváth, ex calciatore slovacco
- 2 maggio - Osman Zeki Korkmaz, allenatore di calcio turco
- 2 maggio - Federico Marín, cestista argentino
- 2 maggio - Naoya Matsumoto, fumettista giapponese
- 2 maggio - Tomáš Mojžíš, hockeista su ghiaccio ceco
- 2 maggio - Lorie, cantante francese
- 3 maggio - Alejandro Alonso, ex calciatore argentino
- 3 maggio - Juliana Alves, attrice brasiliana
- 3 maggio - Juan Carlos Cacho, allenatore di calcio e ex calciatore messicano
- 3 maggio - Danielle Deadwyler, attrice statunitense
- 3 maggio - Andrew Durante, ex calciatore australiano
- 3 maggio - Rebecca Hall, attrice britannica
- 3 maggio - Suki Horton, ex sciatrice alpina statunitense
- 3 maggio - Joo Hyun-jung, arciera sudcoreana
- 3 maggio - Casey Laulala, ex rugbista a 15 e allenatore di rugby a 15 neozelandese
- 3 maggio - Krzysztof Ostrowski, ex calciatore polacco
- 3 maggio - Mário Pedreira, pallavolista brasiliano
- 3 maggio - Irak'li Tsirek'idze, judoka georgiano
- 3 maggio - R.J. Umberger, hockeista su ghiaccio statunitense
- 4 maggio - Shaun Bodiford, giocatore di football americano statunitense
- 4 maggio - Riccardo Chiarello, pilota motociclistico italiano
- 4 maggio - Kleopas Giannou, ex calciatore greco
- 4 maggio - Norihito Kobayashi, ex combinatista nordico giapponese
- 4 maggio - Michele di Rocco, ex pugile italiano
- 4 maggio - Markus Rogan, ex nuotatore austriaco
- 4 maggio - Dewarick Spencer, cestista statunitense
- 4 maggio - Facundo Tello, arbitro di calcio argentino
- 4 maggio - Marco Torcivia, giocatore di calcio a 5 italiano
- 4 maggio - Giōrgos Tsiaras, ex cestista greco
- 4 maggio - Brian Tuhiana, calciatore papuano
- 4 maggio - Nathan Tyson, ex calciatore inglese
- 5 maggio - Ferrie Bodde, ex calciatore olandese
- 5 maggio - Velibor Đurić, ex calciatore bosniaco
- 5 maggio - Andreas Haddad, ex calciatore svedese
- 5 maggio - Przemysław Kaźmierczak, ex calciatore polacco
- 5 maggio - Daniel Paulista, allenatore di calcio e ex calciatore brasiliano
- 5 maggio - Krishna Poonia, politica e ex discobola indiana
- 5 maggio - Teresa Portela, canoista spagnola
- 5 maggio - Jan Rezek, calciatore ceco
- 5 maggio - Enrico Rossi, ex ciclista su strada e pistard italiano
- 5 maggio - Sándor Torghelle, ex calciatore ungherese
- 5 maggio - Adrián Vázquez Lázara, politico spagnolo
- 5 maggio - Burak Yeter, disc jockey e produttore discografico turco
- 5 maggio - Ahmad al-Shara', politico e militare siriano
- 6 maggio - Miguel Almazán, ex calciatore messicano
- 6 maggio - Annagrazia Calabria, politica italiana
- 6 maggio - Duri Camichel, hockeista su ghiaccio svizzero († 2015)
- 6 maggio - Dustin Colquitt, giocatore di football americano statunitense
- 6 maggio - Scooter McFadgon, ex cestista statunitense
- 6 maggio - Miljan Mrdaković, calciatore serbo († 2020)
- 6 maggio - Eric Murray, canottiere neozelandese
- 6 maggio - Dilšod Nazarov, martellista tagiko
- 6 maggio - Marcel Ndjeng, allenatore di calcio e ex calciatore tedesco
- 6 maggio - Lindsay Pulsipher, attrice statunitense
- 6 maggio - Ishkhan Saghatelyan, politico armeno
- 6 maggio - Paulo Afonso Santos Júnior, ex calciatore brasiliano
- 6 maggio - Kyle Shewfelt, ex ginnasta canadese
- 6 maggio - Francisco Ventoso, ex ciclista su strada spagnolo
- 6 maggio - Jason Witten, ex giocatore di football americano statunitense
- 7 maggio - Jay Bothroyd, ex calciatore inglese
- 7 maggio - Ákos Buzsáky, ex calciatore ungherese
- 7 maggio - Claudio Cerasa, giornalista e blogger italiano
- 7 maggio - Kristjan Fajt, ex ciclista su strada sloveno
- 7 maggio - Matt Gaetz, politico statunitense
- 7 maggio - Otis George, ex cestista dominicense
- 7 maggio - Iban Gárate, attore e produttore cinematografico spagnolo
- 7 maggio - Jun Ichikawa, attrice e doppiatrice giapponese
- 7 maggio - Conor Jackson, ex giocatore di baseball statunitense
- 7 maggio - Jung Jae-il, compositore sudcoreano
- 7 maggio - Ewelina Kobryn, ex cestista polacca
- 7 maggio - Sonia Leong, fumettista e illustratrice britannica
- 7 maggio - Renaldo Major, ex cestista e allenatore di pallacanestro statunitense
- 7 maggio - Nam Song-chol, ex calciatore nordcoreano
- 7 maggio - Filip Novák, hockeista su ghiaccio ceco
- 7 maggio - Juan Pablo Raponi, ex calciatore argentino
- 7 maggio - Angela Rinicella, ex mezzofondista italiana
- 7 maggio - Tony Ruggeri, giocatore di beach soccer francese
- 7 maggio - José Saez, ex calciatore francese
- 7 maggio - Dušan Vasiljević, ex calciatore serbo
- 7 maggio - Gustavo Veronesi, ex calciatore brasiliano
- 8 maggio - Jessica Aguilar, artista marziale mista messicana
- 8 maggio - Habib Bamogo, ex calciatore burkinabé
- 8 maggio - Buakaw Banchamek, thaiboxer thailandese
- 8 maggio - Christina Cole, attrice britannica
- 8 maggio - Anthony Roth Costanzo, controtenore e attore statunitense
- 8 maggio - Aarón Galindo, ex calciatore messicano
- 8 maggio - Adrián González, ex giocatore di baseball statunitense
- 8 maggio - Federico Mancinelli, ex calciatore argentino
- 8 maggio - Riccardo Ricciardi, politico italiano
- 8 maggio - Ninja Sarasalo, cantante finlandese
- 8 maggio - Kevin Stefanski, allenatore di football americano statunitense
- 8 maggio - Uğur Yıldırım, ex calciatore olandese
- 8 maggio - David van Zanten, ex calciatore irlandese
- 9 maggio - Rachel Boston, attrice statunitense
- 9 maggio - Louis Brain, ex calciatore australiano
- 9 maggio - Barbara Cabrita, modella francese
- 9 maggio - Javier Casas, ex calciatore spagnolo
- 9 maggio - Matias Damásio, cantante angolano
- 9 maggio - Travis Jayner, ex pattinatore di short track statunitense
- 9 maggio - Kim Jung-woo, allenatore di calcio e ex calciatore sudcoreano
- 9 maggio - Hernán Losada, allenatore di calcio e ex calciatore argentino
- 9 maggio - Folio Moeaki, ex calciatore tongano
- 9 maggio - Yōko Nagi, ex cestista giapponese
- 9 maggio - Julio Edson Uribe, calciatore peruviano
- 9 maggio - Lindsay Whalen, ex cestista e allenatrice di pallacanestro statunitense
- 10 maggio - Adebayo Akinfenwa, ex calciatore inglese
- 10 maggio - Juan Pablo Avendaño, ex calciatore argentino
- 10 maggio - Łukasz Bodnar, ex ciclista su strada polacco
- 10 maggio - Evans Cheruiyot, maratoneta keniota
- 10 maggio - Petr Čoupek, calciatore ceco
- 10 maggio - Stefanos Dedas, allenatore di pallacanestro greco
- 10 maggio - Željko Đokić, ex calciatore bosniaco
- 10 maggio - Stephanie Gandy, ex cestista statunitense
- 10 maggio - Vittorio Iannuzzo, pilota motociclistico italiano
- 10 maggio - Bekir Karayel, ex maratoneta turco
- 10 maggio - Fərid Mansurov, ex lottatore azero
- 10 maggio - Giuseppe Saccà, produttore cinematografico e attore italiano
- 10 maggio - Daniel Sereinig, ex calciatore svizzero
- 11 maggio - Issame Charaï, allenatore di calcio e ex calciatore belga
- 11 maggio - Manuel Coppola, allenatore di calcio e ex calciatore italiano
- 11 maggio - Mauro Facci, ex ciclista su strada italiano
- 11 maggio - Iva Frühlingová, cantante e modella ceca
- 11 maggio - Viktor Gjyla, calciatore albanese
- 11 maggio - Evan Goldberg, sceneggiatore, regista e produttore cinematografico canadese
- 11 maggio - Jonathan Jackson, attore e musicista statunitense
- 11 maggio - Davide Matteini, ex calciatore italiano
- 11 maggio - Cory Monteith, attore e cantante canadese († 2013)
- 11 maggio - Jevhen Nepljach, ex calciatore ucraino
- 11 maggio - Agnieszka Pałka, ex cestista polacca
- 11 maggio - Janne Pesonen, hockeista su ghiaccio finlandese
- 11 maggio - Matias Raymaekers, ex pallavolista belga
- 11 maggio - Emilio Taboada, cestista uruguaiano
- 11 maggio - Montserrat Tomé, allenatrice di calcio e ex calciatrice spagnola
- 11 maggio - Andrew Walter, ex giocatore di football americano statunitense
- 12 maggio - Maman Abdurrahman, calciatore indonesiano
- 12 maggio - Mobolaji Akiode, ex cestista statunitense
- 12 maggio - Marvin Anderson, velocista giamaicano
- 12 maggio - Fulvia Dulbecco, giocatrice di calcio a 5 e ex calciatrice italiana
- 12 maggio - Harry Ellis, ex rugbista a 15 britannico
- 12 maggio - Sebastian Hoeneß, allenatore di calcio e ex calciatore tedesco
- 12 maggio - Akihiro Hyōdō, ex calciatore giapponese
- 12 maggio - Peter Kalin, ex calciatore sloveno
- 12 maggio - Natal'ja Kulikova, pallavolista russa
- 12 maggio - Tom Reichelt, ex fondista tedesco
- 12 maggio - Anastasija Rodionova, ex tennista russa
- 12 maggio - Daniel Taylor, pesista statunitense
- 12 maggio - David Thaxton, attore teatrale e cantante gallese
- 12 maggio - Cosmin Vâtcă, allenatore di calcio e ex calciatore rumeno
- 12 maggio - Rhian Wilkinson, allenatrice di calcio e ex calciatrice canadese
- 13 maggio - Kevin Begois, ex calciatore belga
- 13 maggio - Choi Young-rae, tiratore a segno sudcoreano
- 13 maggio - Albert Crusat, ex calciatore spagnolo
- 13 maggio - Paul James, ex rugbista a 15 britannico
- 13 maggio - Laurie Koehn, ex cestista e allenatrice di pallacanestro statunitense
- 13 maggio - Amine Laâlou, mezzofondista marocchino
- 13 maggio - Donnie Nietes, pugile filippino
- 13 maggio - Onyekachi Okonkwo, calciatore nigeriano
- 13 maggio - Oguchi Onyewu, dirigente sportivo e ex calciatore statunitense
- 13 maggio - Jerry Palacios, calciatore honduregno
- 13 maggio - Casey Stoney, allenatrice di calcio e ex calciatrice britannica
- 13 maggio - Igor' Turčin, schermidore russo
- 13 maggio - Mika Vukona, ex cestista e allenatore di pallacanestro figiano
- 13 maggio - Maarten Wynants, ex ciclista su strada e mountain biker belga
- 13 maggio - Mohd Ivan Yusoff, ex calciatore malese
- 14 maggio - Dino Alberti, politico italiano
- 14 maggio - Alana Beard, ex cestista statunitense
- 14 maggio - Micol Cattaneo, ostacolista italiana
- 14 maggio - Anvar G'ofurov, ex calciatore uzbeko
- 14 maggio - Ignacio González, ex calciatore uruguaiano
- 14 maggio - Stanislas Guerini, politico francese
- 14 maggio - Brian Hamilton, ex cestista statunitense
- 14 maggio - Albert Miralles, ex cestista spagnolo
- 14 maggio - Dan Nigro, musicista, paroliere e produttore discografico statunitense
- 14 maggio - Johnny A. Sanchez, attore e comico statunitense
- 14 maggio - Ai Shibata, nuotatrice giapponese
- 14 maggio - Sílvia Cristina Gustavo Rocha, cestista brasiliana
- 14 maggio - Ol'ga Zimina, scacchista russa
- 15 maggio - Michele Anaclerio, allenatore di calcio e ex calciatore italiano
- 15 maggio - Alexandra Breckenridge, attrice statunitense
- 15 maggio - Veronica Campbell-Brown, velocista giamaicana
- 15 maggio - Segundo Castillo, allenatore di calcio e ex calciatore ecuadoriano
- 15 maggio - Choe Ung-chon, ex calciatore nordcoreano
- 15 maggio - Bradford Cox, musicista statunitense
- 15 maggio - Tatsuya Fujiwara, attore giapponese
- 15 maggio - Stefan Ishizaki, ex calciatore svedese
- 15 maggio - Stefano Maniscalco, karateka italiano
- 15 maggio - Alessandro Panza, politico italiano
- 15 maggio - Alessandro Silva Pereira, ex calciatore brasiliano
- 15 maggio - RaMell Ross, direttore della fotografia, regista e sceneggiatore statunitense
- 15 maggio - Jessica Sutta, cantante, attrice e ballerina statunitense
- 15 maggio - Marco Turati, allenatore di calcio e ex calciatore italiano
- 16 maggio - Rimi Beqiri, attore albanese
- 16 maggio - Masaki Chūgo, allenatore di calcio e ex calciatore giapponese
- 16 maggio - Billy Crawford, cantante e attore statunitense
- 16 maggio - Mounir Diane, ex calciatore marocchino
- 16 maggio - Patrycja Gulak, ex cestista polacca
- 16 maggio - Jaime Hammer, modella statunitense
- 16 maggio - Ju Ji-hoon, attore sudcoreano
- 16 maggio - Cyrus Kataron, ex mezzofondista e maratoneta keniota
- 16 maggio - Łukasz Kubot, tennista polacco
- 16 maggio - Hanna Mariën, velocista e bobbista belga
- 16 maggio - Dan Murray, ex calciatore inglese
- 16 maggio - Tiya Sircar, attrice statunitense
- 16 maggio - Clément Turpin, arbitro di calcio francese
- 17 maggio - Thony, cantautrice e attrice italiana
- 17 maggio - Matt Cassel, ex giocatore di football americano statunitense
- 17 maggio - Abdessamad Chahiri, ex calciatore marocchino
- 17 maggio - Clarence Goodson, ex calciatore statunitense
- 17 maggio - Dan Hardy, artista marziale misto britannico
- 17 maggio - Giuseppe Ingrosso, dirigente sportivo e ex calciatore italiano
- 17 maggio - Adil Kerrouchi, ex calciatore marocchino
- 17 maggio - Dylan Macallister, ex calciatore australiano
- 17 maggio - Erin Moore, ex pallavolista e allenatrice di pallavolo statunitense
- 17 maggio - Reiko Nakamura, ex nuotatrice giapponese
- 17 maggio - Vjosa Osmani, politica kosovara
- 17 maggio - Borja Oubiña, ex calciatore spagnolo
- 17 maggio - Tamas Pádár, schermidore ungherese
- 17 maggio - Tony Parker, dirigente sportivo e ex cestista francese
- 17 maggio - Agustín Pelletieri, ex calciatore argentino
- 17 maggio - Jacopo Ratini, cantautore e scrittore italiano
- 17 maggio - Chloe Smith, politica inglese
- 17 maggio - Michal Vondrka, hockeista su ghiaccio ceco
- 17 maggio - Iwona Węgrowska, cantante polacca
- 18 maggio - Edith Backlund, cantante svedese
- 18 maggio - Kevin Berthome, pilota motociclistico francese
- 18 maggio - William Bonac, culturista ghanese
- 18 maggio - Jason Brown, ex calciatore gallese
- 18 maggio - Tiziana Buldini, attrice italiana
- 18 maggio - Alejandro Da Silva, ex calciatore paraguaiano
- 18 maggio - David Hallberg, ex ballerino e direttore artistico statunitense
- 18 maggio - Alexīs Kyritsīs, cestista greco
- 18 maggio - Leandro Donizete, ex calciatore brasiliano
- 18 maggio - Katlego Mashego, ex calciatore sudafricano
- 18 maggio - Marie-Ève Pelletier, ex tennista canadese
- 18 maggio - Novak Simović, arbitro di calcio serbo
- 18 maggio - Roderick Weusthof, hockeista su prato olandese
- 19 maggio - Pål Steffen Andresen, calciatore norvegese
- 19 maggio - Giovanni Baglioni, chitarrista italiano
- 19 maggio - Alessandra Cappa, ex nuotatrice italiana
- 19 maggio - Gabriele Del Grande, scrittore, giornalista e regista italiano
- 19 maggio - J.P. Foschi, giocatore di football americano statunitense
- 19 maggio - Alan Mannus, ex calciatore canadese
- 19 maggio - Roberto Merino, ex calciatore peruviano
- 19 maggio - Mihiro, attrice pornografica, attrice e cantante giapponese
- 19 maggio - Klaas Vantornout, ex ciclocrossista e ex ciclista su strada belga
- 19 maggio - Samuel Warren, pilota motociclistico inglese
- 19 maggio - Hiroki Yamada, ex saltatore con gli sci giapponese
- 20 maggio - Candace Bailey, attrice televisiva statunitense
- 20 maggio - Sierra Boggess, attrice, cantante e soprano statunitense
- 20 maggio - Michele Carrea, allenatore di pallacanestro italiano
- 20 maggio - Petr Čech, ex calciatore e hockeista su ghiaccio ceco
- 20 maggio - Jon Cortaberría, ex cestista spagnolo
- 20 maggio - Joachim De Gasperi, ex calciatore italiano
- 20 maggio - Ngiendula Filipe, cestista angolana
- 20 maggio - Morten Giæver, ex calciatore norvegese
- 20 maggio - David Harvey, rugbista a 15 australiano
- 20 maggio - Wes Hoolahan, ex calciatore irlandese
- 20 maggio - Keti Khitiri, attrice teatrale georgiana
- 20 maggio - TJ Klune, scrittore statunitense
- 20 maggio - Radek Mezlík, ex calciatore ceco
- 20 maggio - Allan Arenfeldt Olesen, ex calciatore danese
- 20 maggio - Ángel Pérez, pallavolista e allenatore di pallavolo portoricano
- 20 maggio - Natal'ja Podol'skaja, cantante bielorussa
- 20 maggio - Clément Poitrenaud, ex rugbista a 15 e allenatore di rugby a 15 francese
- 20 maggio - Jessica Raine, attrice britannica
- 20 maggio - Donald Reignoux, attore e doppiatore francese
- 20 maggio - Mihaíl Stamatóyiannis, pesista greco
- 20 maggio - Nicolás Suárez, ex calciatore cileno
- 20 maggio - Jahn-Ove Wiik, giocatore di calcio a 5 e calciatore norvegese
- 20 maggio - Zhang Chengye, ex biatleta e fondista cinese
- 21 maggio - Linda Collini, attrice, modella e conduttrice televisiva italiana
- 21 maggio - Kōta Ibushi, wrestler e artista marziale misto giapponese
- 21 maggio - Ricardo Lamas, artista marziale misto statunitense
- 21 maggio - Helen Langehanenberg, cavallerizza tedesca
- 21 maggio - Jaime Miguel Linares, calciatore angolano
- 21 maggio - Ma'a Nonu, rugbista a 15 neozelandese
- 21 maggio - Joel Queirós, giocatore di calcio a 5 portoghese
- 21 maggio - Mike Temwanjera, ex calciatore zimbabwese
- 22 maggio - Francesco Alberti, ex hockeista su ghiaccio italiano
- 22 maggio - Thiago Alves, allenatore di tennis e ex tennista brasiliano
- 22 maggio - Marc Bertrán, ex calciatore spagnolo
- 22 maggio - Taras Chtej, pallavolista ucraino
- 22 maggio - Viktorija Gurova, ex triplista russa
- 22 maggio - Hong Yong-jo, calciatore nordcoreano
- 22 maggio - Marek Kaščák, calciatore slovacco
- 22 maggio - Waleed Mohyaden, calciatore qatariota
- 22 maggio - Giōrgos Nikolaou, ex calciatore cipriota
- 22 maggio - Apolo Ohno, ex pattinatore di short track statunitense
- 22 maggio - Nikolaj Pavlov, pallavolista ucraino
- 22 maggio - Marco Perissa, politico e dirigente sportivo italiano
- 22 maggio - Andrea Rodeghiero, ex hockeista su ghiaccio italiano
- 22 maggio - Artur Skowronek, allenatore di calcio polacco
- 22 maggio - Alex Smith, ex giocatore di football americano statunitense
- 22 maggio - Candide Thovex, sciatore freestyle francese
- 22 maggio - Enefiok Udo-Obong, velocista nigeriano
- 23 maggio - Pelin Çelik, pallavolista e giocatrice di beach volley turca
- 23 maggio - Emanuele D'Anna, calciatore italiano
- 23 maggio - Andrea Delogu, conduttrice televisiva, conduttrice radiofonica e attrice italiana
- 23 maggio - Ali Diab, ex calciatore siriano
- 23 maggio - Remon van de Hare, ex cestista olandese
- 23 maggio - Abigail Hawk, attrice statunitense
- 23 maggio - Malene Mortensen, cantante danese
- 23 maggio - Tristan Prettyman, cantautrice statunitense
- 23 maggio - Odessa Rae, attrice e produttrice cinematografica canadese
- 23 maggio - Sanchai Ratiwatana, tennista thailandese
- 23 maggio - Sonchat Ratiwatana, tennista thailandese
- 23 maggio - Stevica Ristiḱ, ex calciatore macedone
- 23 maggio - Adil Shamasdin, tennista canadese
- 23 maggio - Nikolaj Vladimirovič Tichonov, cosmonauta russo
- 23 maggio - Endrit Vrapi, ex calciatore albanese
- 23 maggio - DJ Smash, disc jockey e produttore discografico russo
- 24 maggio - Issah Ahmed, ex calciatore ghanese
- 24 maggio - DaMarcus Beasley, imprenditore e ex calciatore statunitense
- 24 maggio - Víctor Bernárdez, ex calciatore honduregno
- 24 maggio - Tiago Camilo, judoka brasiliano
- 24 maggio - Damien Chrysostome, ex calciatore beninese
- 24 maggio - Roberto Colautti, ex calciatore argentino
- 24 maggio - Guillaume Costentin, dirigente sportivo e ex cestista francese
- 24 maggio - Ibrahim Diaky, ex calciatore ivoriano
- 24 maggio - Kim Frank, cantante, attore e regista tedesco
- 24 maggio - Xavier Gil, ex calciatore andorrano
- 24 maggio - Elys Guzmán, cestista dominicano
- 24 maggio - Alexander Koll, ex sciatore alpino austriaco
- 24 maggio - Beatriz Luz Lattanzi, attrice colombiana
- 24 maggio - Masha Maiorano, ex cestista italiana
- 24 maggio - Laurent Pionnier, ex calciatore francese
- 24 maggio - Edgar Puerta, pugile messicano
- 24 maggio - Mohammed Rafi, ex calciatore indiano
- 25 maggio - Jesper Bech, ex calciatore danese
- 25 maggio - Joe Berger, giocatore di football americano statunitense
- 25 maggio - Esmé Bianco, modella, attrice e showgirl britannica
- 25 maggio - Miroslav Blaťák, hockeista su ghiaccio ceco
- 25 maggio - Daniel Braaten, calciatore norvegese
- 25 maggio - Joseph Luke Cecchini, skeletonista canadese
- 25 maggio - Victor Crivoi, ex tennista rumeno
- 25 maggio - Ayoze Díaz Díaz, ex calciatore spagnolo
- 25 maggio - Roger Guerreiro, ex calciatore brasiliano
- 25 maggio - Sancak Kaplan, ex calciatore turco
- 25 maggio - Ezekiel Kemboi, siepista keniota
- 25 maggio - Christian Kinkela, calciatore congolese (Repubblica Democratica del Congo)
- 25 maggio - Jason Kubel, ex giocatore di baseball statunitense
- 25 maggio - Irina Melešina, lunghista russa
- 25 maggio - Giandomenico Mesto, ex calciatore italiano
- 25 maggio - Natallja Michnevič, pesista bielorussa
- 25 maggio - Ellen Petri, modella belga
- 25 maggio - Rasheeda, cantante statunitense
- 25 maggio - Ramón Sánchez Paredes, ex calciatore salvadoregno
- 25 maggio - Vitali Tajbert, ex pugile tedesco
- 25 maggio - Danny Lee Wynter, attore e scrittore britannico
- 26 maggio - Monique Alexander, attrice pornografica statunitense
- 26 maggio - Gints Antrops, ex cestista lettone
- 26 maggio - Kithson Bain, calciatore grenadino
- 26 maggio - Joe Cunningham, politico statunitense
- 26 maggio - Nenad Erić, ex calciatore serbo
- 26 maggio - Nelson Ferreira, ex calciatore portoghese
- 26 maggio - Hasan Kabze, ex calciatore turco
- 26 maggio - Yōsuke Kataoka, ex calciatore giapponese
- 26 maggio - Yōko Matsugane, modella giapponese
- 26 maggio - Matko Perdijić, allenatore di calcio e ex calciatore croato
- 26 maggio - Vahid Talebloo, calciatore iraniano
- 27 maggio - Camila Alves Souza, modella, attrice e conduttrice televisiva brasiliana
- 27 maggio - Francesca Boscarelli, schermitrice e maestra di scherma italiana
- 27 maggio - Kevin De Weert, dirigente sportivo e ex ciclista su strada belga
- 27 maggio - Souazic Le Guillou, ex sciatrice alpina francese
- 27 maggio - Cathleen Martini, bobbista tedesca
- 27 maggio - Natalya, wrestler canadese
- 27 maggio - Matteo Paoletti, pallavolista italiano
- 27 maggio - Mariano Pavone, allenatore di calcio e ex calciatore argentino
- 27 maggio - Louis Bell, produttore discografico, cantautore e compositore statunitense
- 27 maggio - Pavel Sazonov, pentatleta russo
- 27 maggio - Xavi Sánchez, ex calciatore andorrano
- 28 maggio - Alexa Davalos, attrice statunitense
- 29 maggio - Saleh Al-Sheikh, calciatore kuwaitiano
- 29 maggio - Ana Beatriz Barros, supermodella brasiliana
- 29 maggio - Romel Beck, ex cestista messicano
- 29 maggio - Mario Berríos, ex calciatore honduregno
- 29 maggio - Fatima Bhutto, scrittrice e editorialista pakistana
- 29 maggio - Anita Briem, attrice islandese
- 29 maggio - Natalija Dobryns'ka, multiplista ucraina
- 29 maggio - André Ghem, allenatore di tennis e ex tennista brasiliano
- 29 maggio - Ailyn, cantante spagnola
- 29 maggio - William Gradit, ex cestista francese
- 29 maggio - Mark Hapka, attore statunitense
- 29 maggio - Konstantïn Kanïn, ex calciatore kazako
- 29 maggio - Anastasija Karlovyč, scacchista e giornalista ucraina
- 29 maggio - Elyas M'Barek, attore austriaco
- 29 maggio - Petra Maňáková, ex cestista ceca
- 29 maggio - Dennis Masina, ex calciatore swati
- 29 maggio - Geoffroy Messina, rugbista a 15 francese
- 29 maggio - David França Oliveira e Silva, ex calciatore brasiliano
- 29 maggio - Raffaella Rea, attrice italiana
- 29 maggio - Sandra-Helena Tavares, ex astista portoghese
- 30 maggio - Miłosz Bernatajtys, canottiere polacco
- 30 maggio - Ricardo Canales, calciatore honduregno
- 30 maggio - Marco Geraci, ex rugbista a 15 e allenatore di rugby a 15 italiano
- 30 maggio - Eddie Griffin, cestista statunitense († 2007)
- 30 maggio - Saulius Kuzminskas, ex cestista e allenatore di pallacanestro lituano
- 30 maggio - Xhilda Lapardhaja, attrice albanese
- 30 maggio - Kabamba Musasa, calciatore della Repubblica Democratica del Congo
- 30 maggio - James Simpson-Daniel, rugbista a 15 britannico
- 31 maggio - Ashley Battle, ex cestista e allenatrice di pallacanestro statunitense
- 31 maggio - Ahmed Chawki, cantante e musicista marocchino
- 31 maggio - Ananda Everingham, attore thailandese
- 31 maggio - Ian Flynn, scrittore e fumettista statunitense
- 31 maggio - Éder Luciano, calciatore brasiliano
- 31 maggio - Trésor Luntala, ex calciatore congolese (Repubblica Democratica del Congo)
- 31 maggio - Fränzi Mägert-Kohli, snowboarder svizzera
- 31 maggio - Lee Majdoub, attore e doppiatore libanese
- 31 maggio - Bracan Popović, ex calciatore montenegrino
- 31 maggio - Emily Stellato, ex tennista italiana
- 31 maggio - Jonathan Tucker, attore statunitense
- 31 maggio - Saija Tuupanen, cantante finlandese
- 31 maggio - Erion Xhafa, allenatore di calcio e ex calciatore albanese
- 31 maggio - Francesco Zizzari, ex calciatore italiano